# Avellino
Avellinoⓘ – miasto i gmina we Włoszech, w regionie Kampania, w prowincji Avellino. Siedziba rzymskokatolickiej diecezji Avellino.
Według danych na 1 stycznia 2022 roku gminę zamieszkiwało 52 568 osób (24 801 mężczyzn i 27 767 kobiet).

## Urodzeni w Avellino
- Sonia Aquino – aktorka
- Valentina Tirozzi – siatkarka

## Muzea
- Lapidario e museo Diocesano
- Galleria nazionale dei Selachoidei (Muzeum rekinów)
- Museo archeologico provinciale «Irpino»
- Museo d’Arte - MdAO
- Museo Zoologico degli Invertebrati «L. Carbone»
- Pinacoteca provinciale